# Vomécourt
Vomécourt ist eine französische Gemeinde mit 258 Einwohnern (Stand 1. Januar 2022) im Département Vosges in der Region Grand Est. Sie gehört zum Arrondissement Épinal und zum Gemeindeverband Région de Rambervillers.

## Geografie
Die Gemeinde Vomécourt liegt etwa drei Kilometer südwestlich von Rambervillers und ca. 23 Kilometer nordöstlich von Épinal in flachwelligem Gelände zwischen den Flusstälern von Mosel und Mortagne.
226 ha des 7,03 km² umfassenden Gemeindeareales sind kommunaler Wald (Bois Fincieux). Dieses Waldgebiet ist aber nur ein kleiner Teil des 100 km² messenden Forêt de Rambervillers. Durch das Gemeindegebiet von Vomécourt fließt der Padozel, ein linker Nebenfluss der Mortagne. Das Gelände ist nur schwach reliefiert; lediglich im bewaldeten Nordwesten zeigen sich Anhöhen von mehr als 300 m Meereshöhe. Mit 334 m wird hier der höchste Punkt in der Gemeinde erreicht. Unmittelbar südlich des Dorfes erinnert der Flurname Haut des vignes an den Weinbau, der hier bis zum 19. Jahrhundert betrieben wurde. Nachbargemeinden von Vomécourt sind Rambervillers im Norden, Saint-Gorgon im Nordosten, Sainte-Hélène im Südosten, Bult im Süden sowie Romont im Nordwesten.

## Geschichte
Im Jahr 1003 wurde das Dorf erstmals als Valmaricurt erwähnt.

### Bevölkerungsentwicklung
| Jahr      | 1962 | 1968 | 1975 | 1982 | 1990 | 1999 | 2003 | 2013 | 2022 |
| Einwohner | 228  | 249  | 215  | 234  | 258  | 289  | 266  | 282  | 258  |

Im Jahr 1831 wurde mit 407 Bewohnern die bisher höchste Einwohnerzahl ermittelt. Die Zahlen basieren auf den Daten von cassini.ehess und INSEE.

## Sehenswürdigkeiten
- Kirche Saint-Èvre

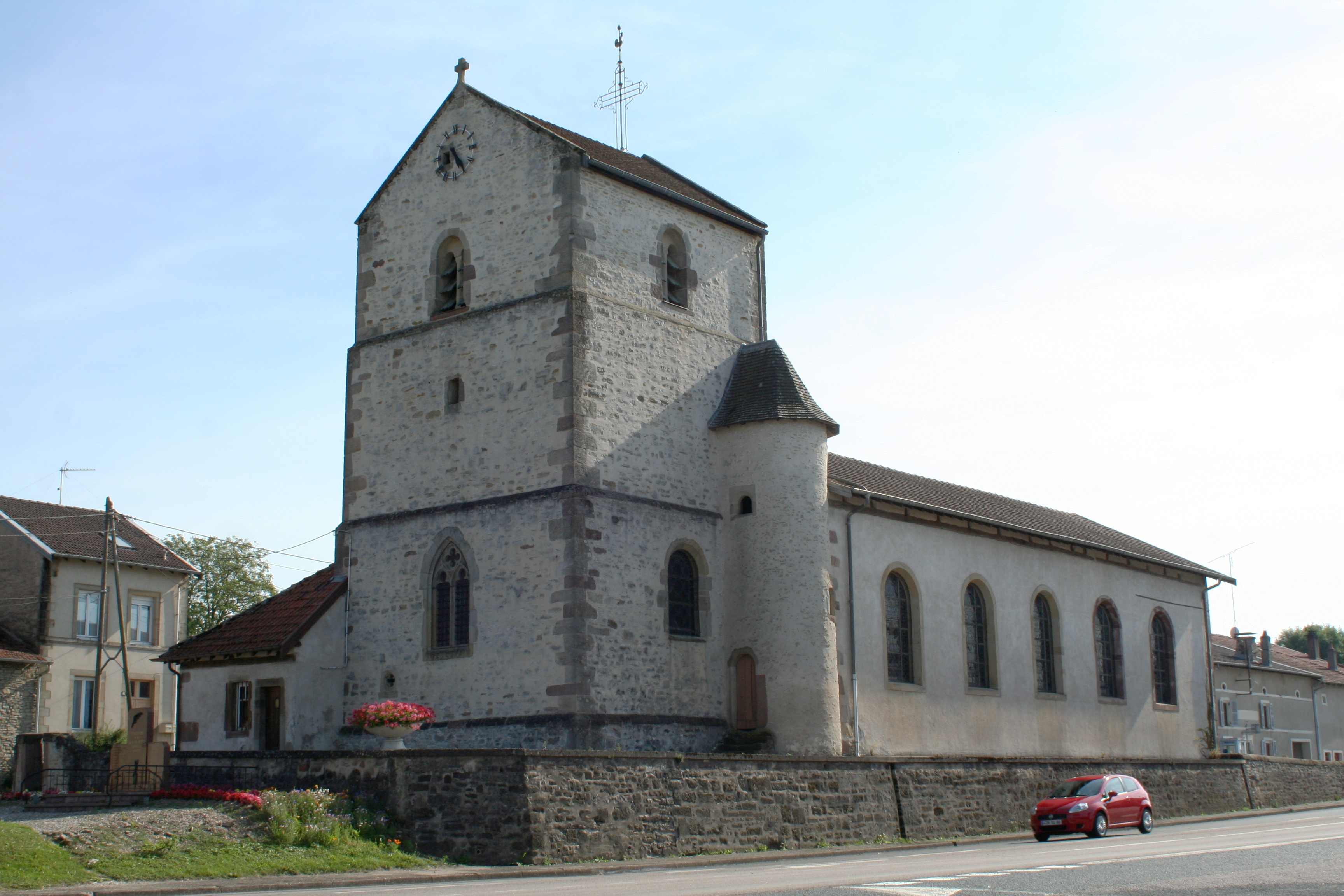
Kirche Saint-Èvre in Vomécourt
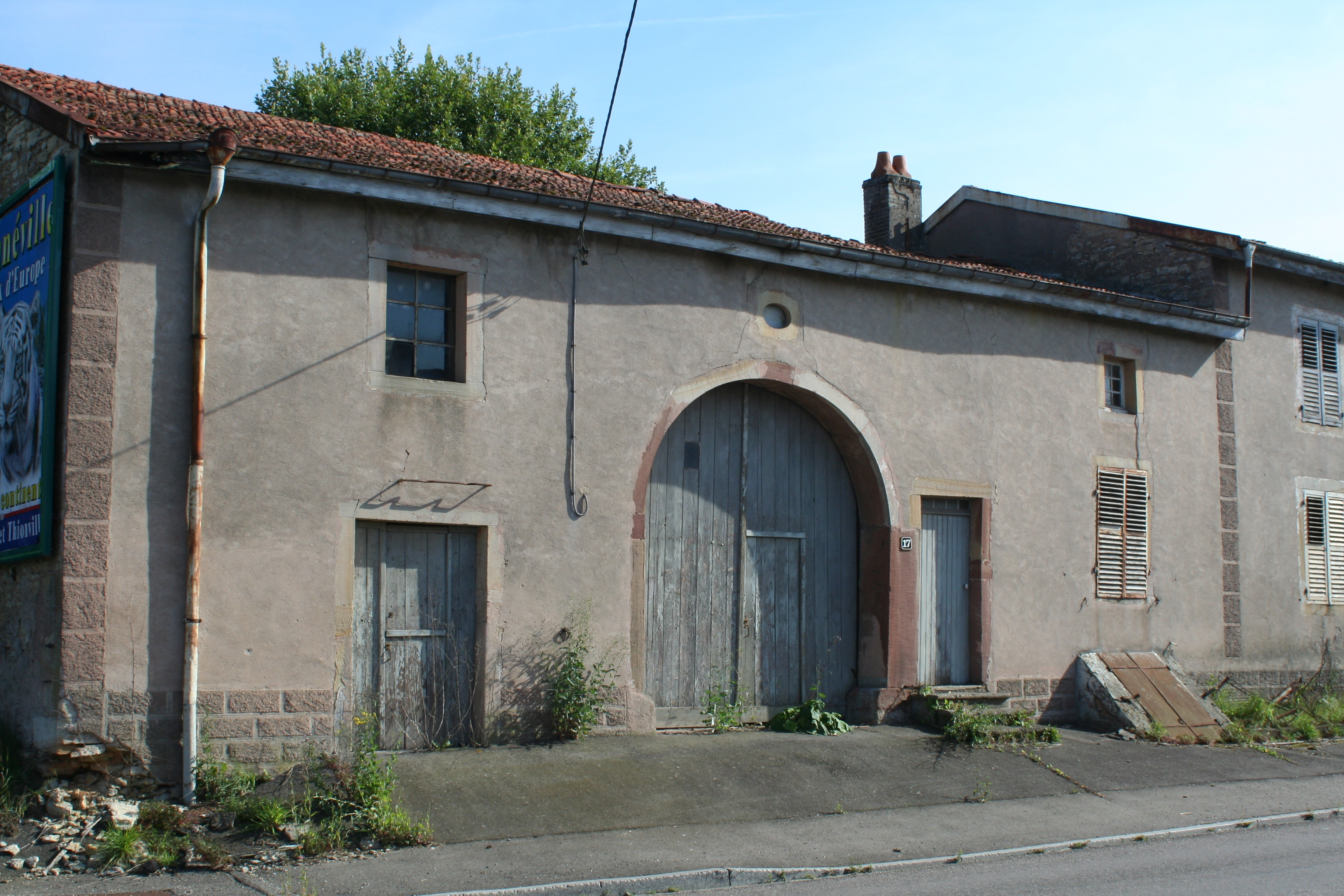
Typisches Lothringerhaus in Vomécourt

## Wirtschaft und Infrastruktur
In Vomécourt gibt es fünf Einzelhandelsgeschäfte und zwei Landwirtschaftsbetriebe im Vollerwerb (Milchviehhaltung)
Vomécourt liegt an der Fernstraße, die Épinal im Moseltal mit Rambervillers und Baccarat verbindet. Eine weitere Straßenverbindung führt von Vomécourt nach Bult. Der nächste Anschluss an die autobahnähnlich ausgebaute N57 befindet sich in einer Entfernung von ungefähr 25 Kilometern.

## Belege
1. ↑  Angaben zu Vomécourt in der Präsentation des Gemeindeverbandes (französisch)
2. ↑  Vomécourt auf cassini.ehess
3. ↑  Vomécourt auf insee.fr
4. ↑  Einzelhändler auf annuaire-mairie.fr (französisch)
5. ↑  Landwirtschaftsbetriebe auf annuaire-mairie.fr (französisch)